# Karl Perazzo

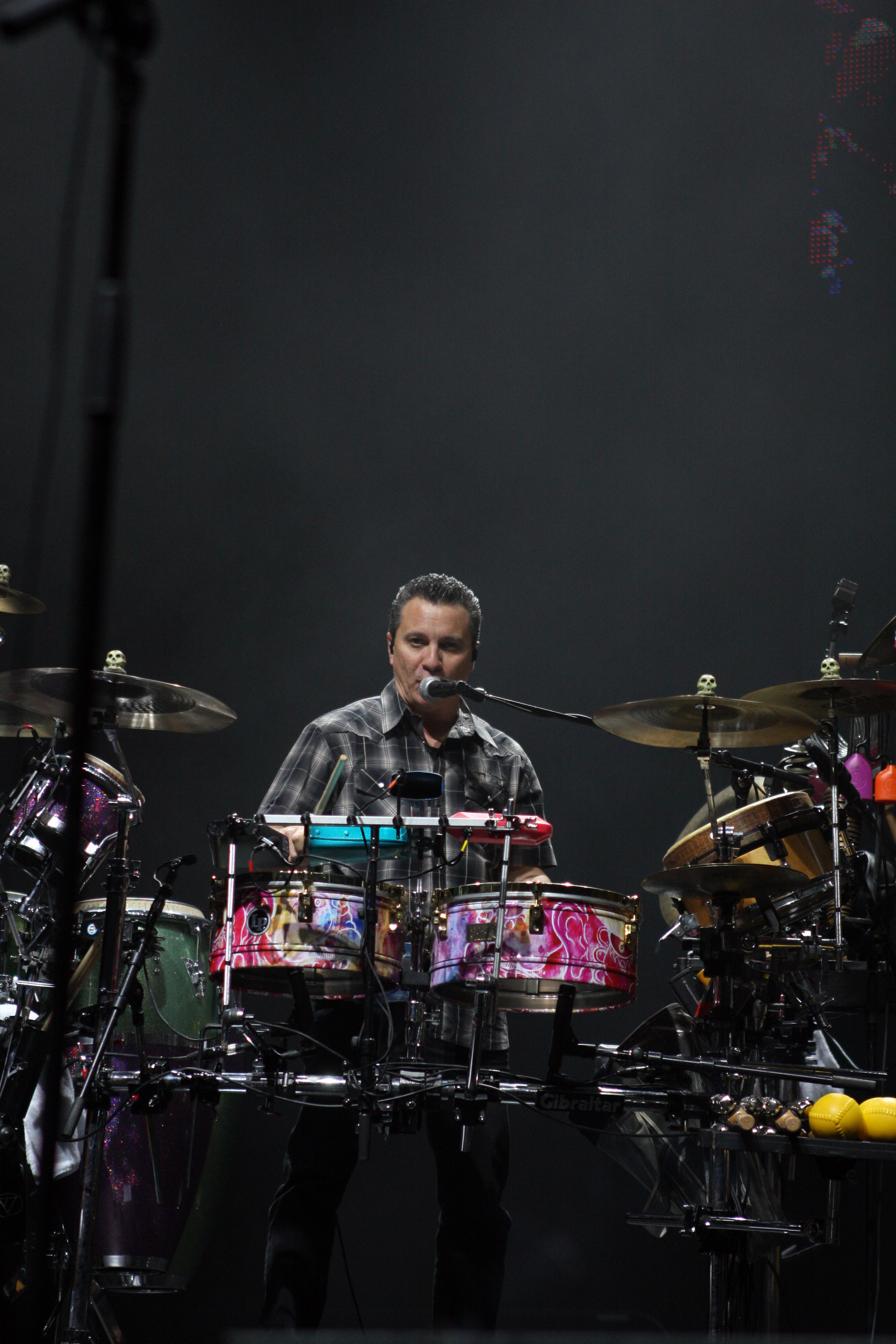
Karl Perazzo bij een concert van Santana in de Acer Arena, Sydney (2011)

Karl Perazzo (San Francisco) is de timbalesspeler van Santana. Hij speelt sinds 1991 bij deze band en is nu de langstzittende percussionist. Alleen de in 2015 overleden congaspeler Raul Rekow heeft het met 37 dienstjaren langer uitgehouden. 

## Biografie
Perazzo begon op 2-jarige leeftijd met drummen en debuteerde in de band van zijn ouders. Perazzo stapte over op timbales en zat in diverse salsabands alvorens hij zich bij Santana aansloot als vervanger van Orestes Vilato. Daarnaast speelde hij ook met andere artiesten, zo was hij gastmuzikant bij de band Phish (voorprogramma van Santana in 1996) en verleende hij een gastbijdrage aan het Doobie Brothers-album World Gone Crazy. In 2009 bracht Perazzo samen met Rekow de cd (Just Another Day In The Park) uit; ook waren ze te gast bij solo-optredens van de huidige Santana-zanger Andy Vargas en gaven ze workshops en clinics. Perazzo ziet het als zijn taak om zijn opgedane kennis met anderen te delen. 